# Michal Malý
Michal Malý (* 17. Juni 1959 in Hradec Králové) ist ein ehemaliger tschechischer Badmintonspieler.

## Karriere
Nach einem Juniorentitel für Hradec Králové avancierte er bei seinem neuen Verein TJ Spoje Praha zum  dominierenden Badmintonspieler der ČSSR und des Ostblocks in den 1980er Jahren. In diesem Jahrzehnt erkämpfte er sich 21 tschechoslowakische Titel in den Einzeldisziplinen, ergänzt von mehreren Mannschaftstiteln. Er gewann des Weiteren auf internationaler Ebene die offenen Meisterschaften Polens, Ungarns, Irlands, der Tschechoslowakei, der Schweiz und mehrfach das Internationale Werner-Seelenbinder-Gedenkturnier in der DDR. Anfang der 1990er Jahre wurde es auf sportlichem Gebiet ruhig um Michal Malý.

## Sportliche Erfolge
| Veranstaltung | Saison       | Disziplin                                              | Sieger                         |
| ------------- | ------------ | ------------------------------------------------------ | ------------------------------ |
| 1977          | Mixed        | Tschechoslowakische Einzelmeisterschaften der Junioren | Michal Malý / Zuzana Valečková |
| 1978/1979     | Herrendoppel | Internationales Werner-Seelenbinder-Gedenkturnier      | Michal Malý / Karel Lakomý     |
| 1980          | Herrendoppel | Polish Open                                            | Michal Malý / Karel Lakomý     |
| 1980          | Herreneinzel | Polish Open                                            | Michal Malý                    |
| 1980          | Herrendoppel | Tschechoslowakische Einzelmeisterschaften              | Michal Malý / Karel Lakomý     |
| 1980          | Herreneinzel | Tschechoslowakische Einzelmeisterschaften              | Michal Malý                    |
| 1980          | Mixed        | Tschechoslowakische Einzelmeisterschaften              | Michal Malý / Alena Nejedlová  |
| 1980          | Herreneinzel | Hungarian International                                | Michal Malý                    |
| 1980/1981     | Herreneinzel | Internationales Werner-Seelenbinder-Gedenkturnier      | Michal Malý                    |
| 1981          | Herrendoppel | Polish Open                                            | Michal Malý / Karel Lakomý     |
| 1981          | Herreneinzel | Polish Open                                            | Michal Malý                    |
| 1981          | Herrendoppel | Tschechoslowakische Einzelmeisterschaften              | Michal Malý / Karel Lakomý     |
| 1981          | Herreneinzel | Tschechoslowakische Einzelmeisterschaften              | Michal Malý                    |
| 1981/1982     | Herreneinzel | Internationales Werner-Seelenbinder-Gedenkturnier      | Michal Malý                    |
| 1982          | Herreneinzel | Irish Open                                             | Michal Malý                    |
| 1982          | Herreneinzel | Polish Open                                            | Michal Malý                    |
| 1982          | Herreneinzel | Swiss Open (Badminton)                                 | Michal Maly                    |
| 1982          | Herrendoppel | Tschechoslowakische Einzelmeisterschaften              | Michal Malý / Karel Lakomý     |
| 1982          | Herreneinzel | Tschechoslowakische Einzelmeisterschaften              | Michal Malý                    |
| 1982          | Herreneinzel | Hungarian International                                | Michal Malý                    |
| 1982/1983     | Herrendoppel | Internationales Werner-Seelenbinder-Gedenkturnier      | Michal Malý / Karel Lakomý     |
| 1983          | Herrendoppel | Tschechoslowakische Einzelmeisterschaften              | Michal Malý / Karel Lakomý     |
| 1983          | Herreneinzel | Tschechoslowakische Einzelmeisterschaften              | Michal Malý                    |
| 1983          | Herreneinzel | Tschechoslowakische Einzelmeisterschaften              | Michal Malý                    |
| 1983/1984     | Herrendoppel | Internationales Werner-Seelenbinder-Gedenkturnier      | Michal Malý / Miroslav Šrámek  |
| 1983/1984     | Herreneinzel | Internationales Werner-Seelenbinder-Gedenkturnier      | Michal Malý                    |
| 1983/1984     | Mixed        | Internationales Werner-Seelenbinder-Gedenkturnier      | Michal Malý / Zuzana Urbánková |
| 1984          | Herreneinzel | Tschechoslowakische Einzelmeisterschaften              | Michal Malý                    |
| 1984          | Mixed        | Tschechoslowakische Einzelmeisterschaften              | Michal Malý / Dana Malá        |
| 1985          | Herrendoppel | Tschechoslowakische Einzelmeisterschaften              | Michal Malý / Karel Lakomý     |
| 1985          | Herreneinzel | Tschechoslowakische Einzelmeisterschaften              | Michal Malý                    |
| 1985          | Mixed        | Tschechoslowakische Einzelmeisterschaften              | Michal Malý / Dana Malá        |
| 1986          | Herrendoppel | Tschechoslowakische Einzelmeisterschaften              | Michal Malý / Karel Lakomý     |
| 1987          | Herrendoppel | Tschechoslowakische Einzelmeisterschaften              | Michal Malý / Petr Koukal      |
| 1987          | Herreneinzel | Tschechoslowakische Einzelmeisterschaften              | Michal Malý                    |
| 1987          | Mixed        | Tschechoslowakische Einzelmeisterschaften              | Michal Malý / Dana Malá        |
| 1987          | Herreneinzel | Tschechoslowakische Internationale Meisterschaften     | Michal Malý                    |
| 1988          | Herreneinzel | Tschechoslowakische Einzelmeisterschaften              | Michal Malý                    |
| 1989          | Herreneinzel | Tschechoslowakische Einzelmeisterschaften              | Michal Malý                    |